# Kaj Egede
Kaj Egede (* 18. März 1951 in Narsaq; † 11. Dezember 2013 in Qaqortoq) war ein grönländischer Politiker (Siumut).

## Leben
Kaj Egede war der Sohn des Landesrats Erik Egede (1923–1967) und seiner Frau Helga Olsen (1924–2020). Am 18. Juli 1975 heiratete er Karen Petersen (* 1953). Sein Großvater war Julius Olsen (1887–1972) und sein Neffe ist Múte B. Egede (* 1987).
Er machte von 1970 bis 1972 das Höhere Vorbereitungsexamen an der Staatsschule in Aabenraa. Anschließend studierte er von 1972 bis 1975 und von 1978 bis 1979 an Den Kongelige Veterinær- og Landbohøjskole in Kopenhagen Agrarökonomie und Haustiernutzung. Von 1975 bis 1987 war er Schafzuchtskonsulent in Südgrönland.
Kaj Egede trat als Erster Stellvertreter für den erfolgreichen Niels Nielsen bei der Parlamentswahl 1979 an. Bei der Folketingswahl 1981 war er Erster Stellvertreter für Preben Lange an, der ebenfalls gewählt wurde. Bei der Parlamentswahl 1983 trat er als Erster Stellvertreter von Hendrik Nielsen an, der auch gewählt wurde. Bei der Folketingswahl 1984 kandidierte er erstmals selbst, unterlag aber Preben Lange. Bei der Parlamentswahl im selben Jahr trat er ebenfalls selbst an, wurde aber nicht gewählt.
Bei der Wahl 1987 kandidierte er erneut, scheiterte aber wieder. Dennoch wurde er nach der Wahl zum Minister für Dörfer und Außendistrikte im Kabinett Motzfeldt IV ernannt. Nach einem Jahr wurde die Regierung neugebildet und er wurde Minister für Fischerei, Industrie und Außendistrikte im Kabinett Motzfeldt V. Bei der Wahl 1991 wurde er erstmals ins Inatsisartut gewählt und zudem erneut für dieselben Ministerien ins Kabinett Johansen I berufen. Im Mai 1992 musste er zurücktreten, weil ein Fischereiprojekt unter seiner Verantwortung das Budget um mehrere Millionen Kronen überschritten hatte. Bei der Wahl 1995 konnte er nicht mehr genügend Stimmen erreichen und schied aus dem Parlament aus.
Anschließend konzentrierte er sich auf seine Firma KE-Trading, bevor er 2005 in den Rat der Gemeinde Qaqortoq gewählt wurde. Im selben Jahr kandidierte er bei der Parlamentswahl 2005, wurde aber nicht gewählt. Nach der Verwaltungsreform wurde er 2008 in den Rat der Kommune Kujalleq gewählt. Bei der Parlamentswahl 2009 trat er nicht mehr an.
Er war isländischer Honorarkonsul in Grönland und von 2003 bis 2010 Aufsichtsratsvorsitzender bei TELE Greenland. Er starb Ende 2013 nach einer Amtszeit als Kommuneratsmitglied im Alter von 62 Jahren in Qaqortoq.